# Pavel Hynek
Pavel Hynek (* 4. Januar 1970 in Prag) ist ein tschechischer Eishockeytrainer und -funktionär.

## Karriere
Pavel Hynek begann im Alter von sechs Jahren durch seinen Vater, der ihn vor die Wahl Eishockey oder Fußball stellte, mit dem Eishockeysport im Nachwuchs des HC Sparta Prag. Dort durchlief er alle Nachwuchsmannschaften und nahm nach seinem Schulabschluss ein Studium an der Prager Karls-Universität auf. Neben seinem Trainerstudium spielte er in der dritten Spielklasse Tschechien, der 2. Liga, für den ČLTK Prag. Außerdem arbeitet er als Nachwuchstrainer bei Sparta Prag. Nach Abschluss seines Studiums bot ihm sein Heimatverein eine Trainerstelle im Juniorenbereich an, die er überrascht annahm. Zudem beendete er im Alter von 25 Jahren seine Spielerkarriere und widmete sich ganz der Arbeit als Eishockeytrainer.
In den folgenden drei Jahren betreute er Spartas Juniorenmannschaften und wurde auch zum Assistenztrainer der U18-Nationalmannschaft berufen. Es folgte sein erster Job im Herrenbereich, als er Trainer des HC Beroun wurde. Zu Beginn der folgenden Spielzeit bekam er das Angebot, bei Sparta Prag Assistenztrainer von František Výborný zu werden. Er nahm das Angebot an und gehörte in den folgenden vier Jahren zum Trainerstab seines Heimatclubs, zunächst unter Výborný, später unter Václav Sýkora. Während dieser Zeit gewann er mit Sparta zwei tschechische Meistertitel und betreute parallel die U20-Nationalmannschaft als Cheftrainer, mit der er 2000 U20-Weltmeister wurde.
Im Sommer 2003 folgte Hynek seinem Mentor František Výborný zum HC Litvínov, wo er für eine Spielzeit dessen Assistenztrainer war. Danach bekam er die Stelle des Cheftrainers beim HC Ústí nad Labem angeboten, der Ambitionen auf einen Aufstieg in die Extraliga hegte. Hynek nahm diese Herausforderung an und erreichte in der Saison 2004/05 mit den Löwen die Play-offs der 1. Liga. In diesen scheiterte sein Team erst im Finale am HC České Budějovice. In der folgenden Spielzeit gewann Hynek mit seinem Team die Meisterschaft der 1. Liga und qualifizierte sich damit für die Aufstiegsspiele gegen den HC Vsetín. Diese verlor der HC Ústí nad Labem mit 2:4 nach sechs Spielen und verblieb damit in der 1. Liga. Am Ende der Spielzeit 2006/07 gewann der  HC Ústí nad Labem erneut die Meisterschaft der 1. Liga und wurde in die Extraliga aufgenommen, da dem HC Vsetín die Lizenz verweigert wurde. Diesen Erfolg beeinflusste Hynek nicht mehr, da er neun Spieltage vor Ende der Hauptrunde entlassen wurde, nachdem sein Team vier Spiele hintereinander nicht gewonnen hatte.
In der Saison 2007/08 war er Assistenztrainer von Václav Sýkora beim HC Znojemští Orli. In der folgenden Spielzeit bekam er seine erste Cheftrainerstelle in der Extraliga beim HC Plzeň , den er über die Pre-Playoffs bis in das Playoff-Halbfinale führte. Aufgrund dieses Erfolgs verpflichtete sein Heimatverein, der HC Sparta Prag, Hynek im Sommer 2009 als Cheftrainer. Sein Assistent wurde der bisherige Cheftrainer, František Výborný. Nach einer Niederlagenserie wurden beide, Hynek und Výborný, nach dem 20. Spieltag der Saison 2009/10 entlassen.
Gleichzeitig wurde Josef Paleček vom HC Energie Karlovy Vary entlassen und am 3. November 2009 durch Hynek ersetzt. Er bekam dort einen Vertrag bis zum Ende der Spielzeit 2010/11.
František Výborný wechselte als Cheftrainer zum HC České Budějovice. Hyneks Vertrag in Karlovy Vary wurde am 3. März 2010 aufgelöst, da der Meister des Vorjahres nicht in die Play-offs kam und in den Play-outs gleich das erste Spiel gegen den Letzten der Tabelle verlor. Sein Nachfolger war Josef Paleček, der auch Hyneks Vorgänger war.
Hynek wurde vor der Saison 2010/11 vom HC Slovan Bratislava verpflichtet, dort aber schon im November entlassen. Kurz darauf erhielt er das Angebot, Assistenztrainer beim HC Pardubice zu werden. Dieses Angebot nahm er an. Ab Beginn der Saison 2011/12 waren Hynek und Ladislav Lubina gleichberechtigte Trainer des HCP und gewannen am Ende der Spielzeit mit dem Team die tschechische Meisterschaft. Am 6. November 2012 wurde Hynek von Pardubice entlassen und dieser ersetzte Ende Januar 2013 Filip Pešán bei den Bílí Tygři Liberec als Cheftrainer. Bei den Weißen Tigern arbeitete Hynek bis Oktober 2014, ehe er entlassen wurde. Zu Beginn der nächsten Saison wurde er Cheftrainer beim HC Slavia Prag in der 1. Liga, wurde aber im Dezember 2015 abermals entlassen.
Zwischen 2016 und 2018 war er Co-Trainer beim Mountfield HK in der Extraliga, ehe er zur Saison 2018/19 vom HK Sotschi aus der Kontinentalen Hockey-Liga verpflichtet wurde. Dort arbeitete er ebenfalls als Assistenztrainer.
Im April 2020 wurde er vom HC Litvínov als Sportdirektor und General Manager verpflichtet.

## Erfolge und Auszeichnungen
- 2000 und 2002 Tschechischer Meister mit dem HC Sparta Prag
- 2000 Gewinn der Goldmedaille bei der U20-Weltmeisterschaft
- 2006 Meister der 1. Liga mit dem HC Ústí nad Labem
- 2012 Tschechischer Meister mit dem HC Pardubice